# دیو همخون
دیو همخون (به انگلیسی: Blood Beast) پنجمین کتاب از مجموعه دیموناتا نوشته‌ی نویسنده ایرلندی دارن شان است. این کتاب در تاریخ ۴ ژوئن ۲۰۰۷ توسط انتشارات هارپر کالینز منتشر شد. دیو همخون توسط گروبز گریدی روایت می‌شود و در طول آن به نفرین خانوادگی گریدی و قضیه غار که در قسمت قبلی به آن اشاره شد پرداخته می‌شود. رمان دیو همخون چندین بار نامزد دریافت جوایز ادبی شد.

## داستان
یکسال بعد از فاجعه‌ی اسلاتر، گروبز در آستانه‌ی تغییرات گرگ نمایی است. او هنگام کامل شدن ماه به جنگل می‌رود و در آنجا پرسه می‌زند ولی تا تغییر کامل فرصت زیادی دارد.
درویش مدتی از کارشری ویل می‌رود و خانه‌ی خود را برای یک مهمانی به گروبز می‌سپارد. در هنگام مهمانی گروبز به طور ناخودآگاه شروع به جادو کردن می‌کند و این کار بیل-ای را به شک می‌اندازد که او واقعا یک جادوگر است. بعد از مهمانی، گروبز به همراه لاک گاسل و بیل-ای برای پیدا کردن گنج پنهان لرد شفتری زمین را جستجو می‌کنند. در حین این کار آنها دهانه‌ی مخفی غار را پیدا کرده و وارد آن می‌شوند. درون غار طی یک حادثه لاک کشته می‌شود و گروبز و بیل-ای با پیشنهاد درویش (برای مخفی ماندن غار) جسد لاک را به جای دیگری منتقل می‌کنند تا غار کشف نشود. (لازم به ذکر است که این غار همان غار داستان قبلی می‌باشد که می‌تواند رابط دنیای دیموناتا و جهان انسان‌ها شود)
مدتی بعد از مرگ لاک، یونی سوان به کارشری ویل می‌آید و به عنوان مشاور مدرسه مشغول به کار می‌شود. درویش شدیداً به یونی علاقه‌مند می‌شود و او را برای زندگی موقت به خانه‌ی خود دعوت می‌کند. این اتفاقات درست زمانی شروع به رخ دادن می‌کند که گروبز روز به روز به تکمیل فرایند گرگ نمایی نزدیک‌تر می‌شود. کار به حدی وخیم می‌شود که درویش به اجبار گروبز را داخل یک قفس زندانی می‌کند تا نتواند به کسی صدمه بزند. او حتی لمب‌ها را خبر می‌کند تا در شرایط اضطراری برادر زاده‌اش را مهار کنند. یونی بدون اطلاع درویش قفس را باز می‌کند و به گروبز مجال فرار می‌دهد. گروبز حین فرار با لمب‌ها مبارزه کرده و به داخل غار پناه می‌برد و در آنجا صورت دختری را مشاهده می‌کند که از داخل سنگ با او حرف می‌زند، قبل از آمدن یونی گروبز کنترل خود را از دست داده و به خانه‌ی بیل-ای حمله کرده و پدربزرگ و مادربزرگ بیل-ای را می‌کشد و خودش را نیز زخمی می‌کند. (باید توجه داشت که تمام این اتفاقات در واقع نقشه لرد لاس بوده و گروبز هیچ وقت مرتکب قتل نشده و درویش به هبچ وجه لمب ها را خبر نکرده است)
یونی همچنان اصرار دارد که گروبز را از دست لمب‌ها فراری دهد برای همین او را سوار هواپیما کرده تا از کشور فرار کنند. در داخل هواپیما و در حین پرواز ناگهان شیاطین و لرد لاس از راه می‌رسند و شروع به قتل عام مردم داخل هواپیما می‌کنند. یونی نیز آنجاست، گروبز فکر می‌کند که یونی قصد دارد با لرد لاس بجنگد ولی در اصل یونی خدمتکار لرد لاس است و گروبز را به او تحویل می‌دهد و خیانت می‌کند.